# Csanády Frigyes
Békési Csanády Frigyes (Laibach, 1861. május 4. – Budapest, 1937. december 13.) magyar honvédtiszt, gyalogsági tábornok, első világháborús hadosztály-, majd hadtestparancsnok az olasz, orosz és erdélyi frontokon (német nyelvű dokumentumokban Friedrich Csanády von Békés formában említik).

## Élete

### Katonai pályája a világháborúig
A keszthelyi premontrei reálgimnáziumban (ma: Vajda János gimnázium), majd az alsó-ausztriai Kremsmünsterben végezte tanulmányait. Elvégezte a bécsi hadapródiskolát (Kadettenschule). Katonai pályáját a közös hadseregben kezdte 1879-ben hadapródként. A következő két évtizedben különböző egységekben teljesített csapatszolgálatot. 1879-ben főhadnaggyá léptették elő. 1889-ben kérte áthelyezését a Magyar Királyi Honvédséghez, ez 1890-ben meg is történt. Elvégezte a Vezérkari Akadémiát (Kriegsschule), vezérkari százados lett.
Megnősült, Galgóczi Schober Albert (1841–1910) miniszteri tanácsosnak, a Magyar Államvasutak igazgatójának leányát vette feleségül. Sógora, feleségének bátyja Galgóczi Schober Béla (1867-1946) pénzügyi államtitkár, titkos tanácsos volt, aki a Pénzintézeti Központ első vezérigazgatója, az Állami Jegyintézet egyik megszervezője, a Magyar Nemzeti Bank vezérigazgatója, az Angol-Magyar Bank elnöke lett.
1899-ben alezredessé léptették elő, és a Honvédelmi Minisztériumba helyezték osztályfőnöknek (Sektionschef, mai szóval osztályvezető). 1903-ban ezredessé léptették elő, és kinevezték a 12. honvéd gyalogezred (12. HonvIR) parancsnokává. 1910. május 4-én vezérőrnaggyá léptették elő, és a 73. honvéd gyalogdandár (73. HonvIB) élére került. 1913. május 5-én altábornagyi kinevezést kapott, és a 39. és 81 gyalogdandárokból megszervezte a nagyváradi 20. honvéd gyaloghadosztályt (20. HonvID), amelynek parancsnoka lett.

### Az első világháborúban
1914 augusztusában a 20. honvéd hadosztály parancsnokaként vonult a világháborúba, a cs. és kir. VII. hadtest állományában az orosz frontra. A hadosztály véres harcokat vívott, 1914 novemberében maga Csanády is megsebesült (mell-lövést kapott), ezrede parancsnokságát át kellett adnia Johann Nikic altábornagynak. Lábadozóként a Honvédelmi Minisztérium hadbiztosságán dolgozott 1915 augusztusáig, amikor kinevezték az orosz fronton harcoló kolozsvári 38. honvédhadosztály (38. HonvID) parancsnokává. Katonái 1915 novemberében Siemikowce közelében több napig tartó szakadatlan harcban verték vissza a megújuló orosz támadásokat, amelyeket II. Miklós cár jelenlétében indítottak. A 38. hadosztály parancsnoka maradt 1916 júniusáig, amikor kinevezték a cs. és kir. przemyśli X. hadtest parancsnokává, Martiny gyalogsági tábornok helyére. Hadtestével a keleti fronton harcolt a Bruszilov-offenzíva megakasztásáig. 1916. november 11-én gyalogsági tábornokká léptették elő.
A X. hadtest parancsnokságát 1917. január végén átadta Karl Křitek vezérőrnagynak, őt magát az Erdélyben harcoló kassai VI. hadtest parancsnokává nevezték ki, Ludwig von Fabini altábornagy helyére. A betört orosz és román csapatok teljes kiszorításáért és Románia legyőzéséért folyó sikeres harcokban vett részt. Magyaros mellett jelentősebb csatákat nyert. 1917 júliusában, a Kerenszkij-offenzíva nyomán kialakult helyzetben sietve kinevezték a keleti fronton harcoló XXVI. hadtest parancsnokává, Hadfy Imre gyalogsági tábornok helyére, aki viszont átvette a VI. hadtest parancsnokságát Csanádytól. Alig egy hónapos parancsnoki ténykedés után Csanády átadta a XXVI. hadtestet Horsetzky altábornagynak, és átvette a keleti fronton harcoló zágrábi XIII. hadtest parancsnokságát Bacsányi Csicserics Miksa altábornagytól. 1917 késő nyarán már a XIII. hadtest parancsnokaként vett részt a Kerenszkij-offenzíva visszaszorítását eredményező hadműveletekben. Ugyanebben az évben Károly király az I. osztályú Lipót-rendet adományozta neki, a hadi ékítménnyel, majd kinevezte valóságos belső titkos tanácsossá.
A breszt-litovszki békekötés nyomán 1917 végén az orosz fronton végleg megszűntek a harcok. 1918 júniusában Csanády X. hadtestét Dél-Tirolba rendelték. Az olasz fronton megindult a központi hatalmak döntőnek szánt piavei offenzívája. A X. hadtest a déli Dolomitokban, Asiago városa körül vívott heves harcokat. A hadművelet kudarca és a visszavonulás után fel kellett készülni a várható ellentámadásra. Csanády hadtestét is a piavei frontra vezényelték. Az antant támadása 1918 októberében bekövetkezett, a Vittorio Venetó-i csata az osztrák–magyar haderő teljes széteséséhez vezetett. Csanády a háború végéig, 1918 novemberének végéig a X. hadtest parancsnoka maradt az olasz fronton. A Monarchia összeomlása után a többi császári és királyi tábornokhoz hasonlóan szolgálaton kívüli (Ausser Dienst) állományba helyezték.

### Nyugállományban
Az 1918-as őszirózsás forradalom és a Magyar Tanácsköztársaság idején nem vállalt tisztséget, visszavonult a szolgálattól. Budapesten élt, mint nyugállományú honvédtábornok. Az elsők között vették fel a Vitézi rendbe. 1927-ben az Országgyűlés felsőházának tagjává választották. 1937. december 13-án hunyt el Budapesten, 76 éves korában. A Farkasréti temetőben, a Schober család sírboltjában helyezték örök nyugalomra apósa, Galgóczi Schober Albert mellé. 1946-ban ide temették Csanády sógorát, Schober Béla bankigazgatót is.

## További információk

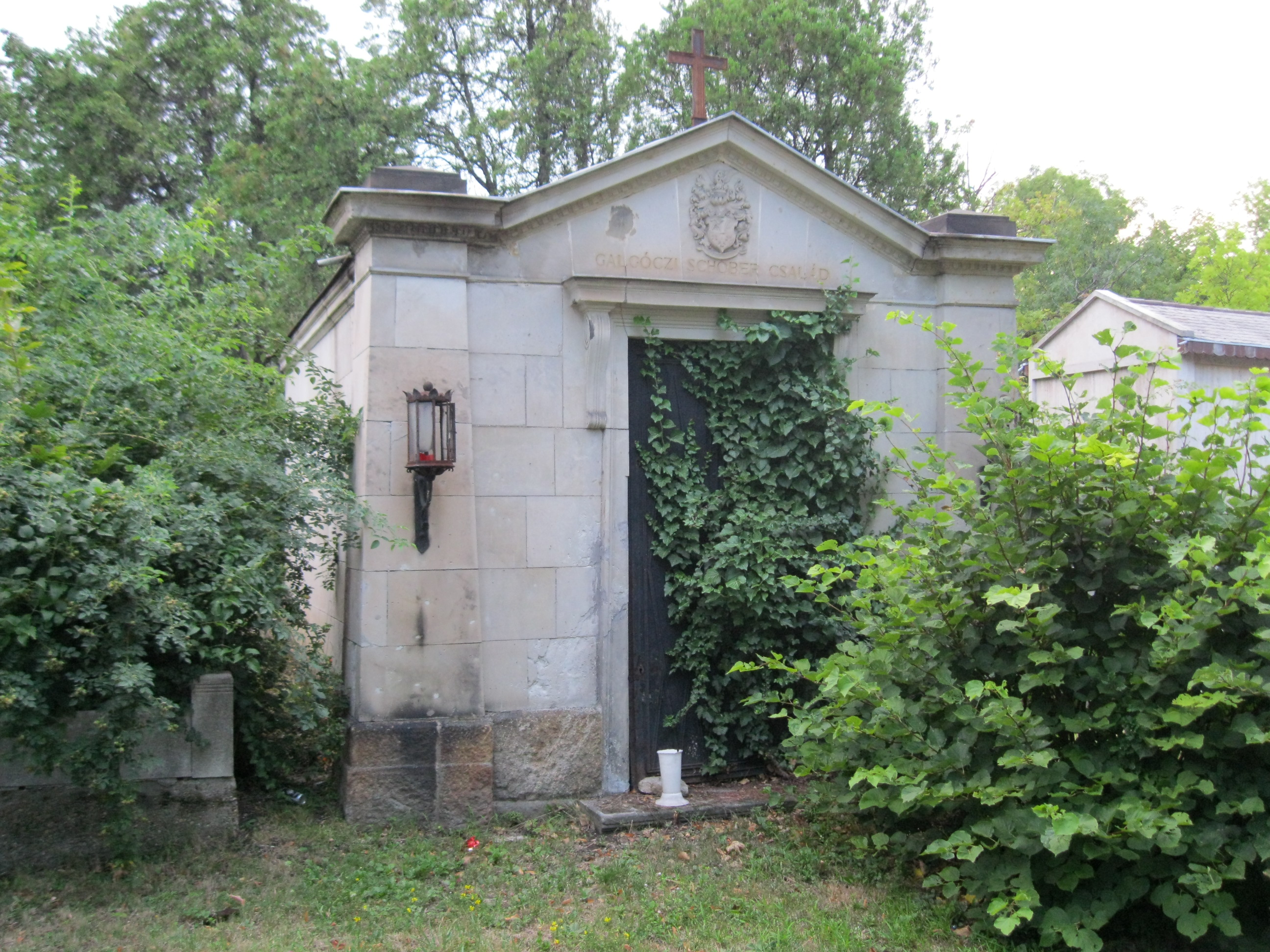
A Schober-sírbolt a Farkasréti temetőben